# Faits économiques et sociaux au IIIe siècle av. J.-C.

Chronologie de l'économie
IVe siècle av. J.-C. - IIIe siècle av. J.-C. - IIe siècle av. J.-C.

## Événements

### Afrique
- Le commerce de Carthage reprend avec l’Égypte lagide, Rhodes et la Campanie. Elle échange des produits fabriqués grecs contre des denrées alimentaires du Maghreb et des minerais importés par le commerce lointain avec l’Afrique Noire (or des placers de Gambie) ou les îles Britanniques (étain)[1].
- Vers 250 av. J.-C. : jusqu’à l’occupation romaine de l’Égypte, le royaume de Méroé, qui s’étend au nord jusqu’à la 1re cataracte, a des relations commerciales avec l’Égypte lagide qui achète de l’or et du fer[2].

### Asie
- 277-250 av. J.-C. : irrigation des 16 000 km2 de la plaine de Chengdu (Sichuan) par Li Bing, gouverneur Qin dans l’État de Shu, récemment conquis (316  av. J.-C.). Ce système, dit de Dujiang Yan, qui protège la plaine des inondations par un grand barrage qui détourne le cours du Minjiang dans une gorge creusée au travers d’une montagne, fonctionne encore de nos jours[3].

Expansion du territoire de la dynastie Qin au IIIe siècle av. J.-C.

- Après 221 av. J.-C. : au début de la Chine impériale, les Qin mènent une politique d'uniformisation autoritaire des poids et mesures. De nombreuses routes rayonnant à partir de Xianyang sont construites[4], larges de 7,5 m et bordées d’arbres. Des canaux d'irrigation et de transport (canal Lingqu) sont creusés[5]. La grande Muraille réunit les fortifications de Qin, Wei, Zhao et Yan, et défend toute la frontière nord du pays sur plus de 2 400 km contre les Xiongnu[6]. La monnaie de bronze remplace définitivement les types anciens. Les pièces en disque percé sont pratiques lors des voyages car elles peuvent être enfilées sur une cordelette[7]. Le système des groupes de familles collectivement responsables en vigueur à Qin est étendu partout où il subsiste jusqu’au début de l’empire des Han. Le régime pénal est rendu dans son ensemble plus sévère et plus cruel. Qin impose un conformisme moral. Le puritanisme devient la règle. La conduite des femmes est soumise à des lois particulièrement sévères. Les veuves qui ont des enfants ne sont pas autorisées à se marier. L’adultère surpris en flagrant délit peut être mis à mort sans que son meurtrier soit poursuivi.

- IIIe siècle av. J.-C. : début du Japon « agricole » (époque Yayoi) enrichi d’une série d’apports spectaculaires venus du continent : le tour de potier, le bronze, la pierre finement polie et surtout la riziculture, avec les pratiques d’irrigation. La riziculture se développe à l’ouest (Kansai) et utilise largement des outils de bois. Dans l’est (Kantô), où les céréales se cultivent en terrain sec, on se sert d’outils de pierre et de métal[8].

### Monde hellénistique

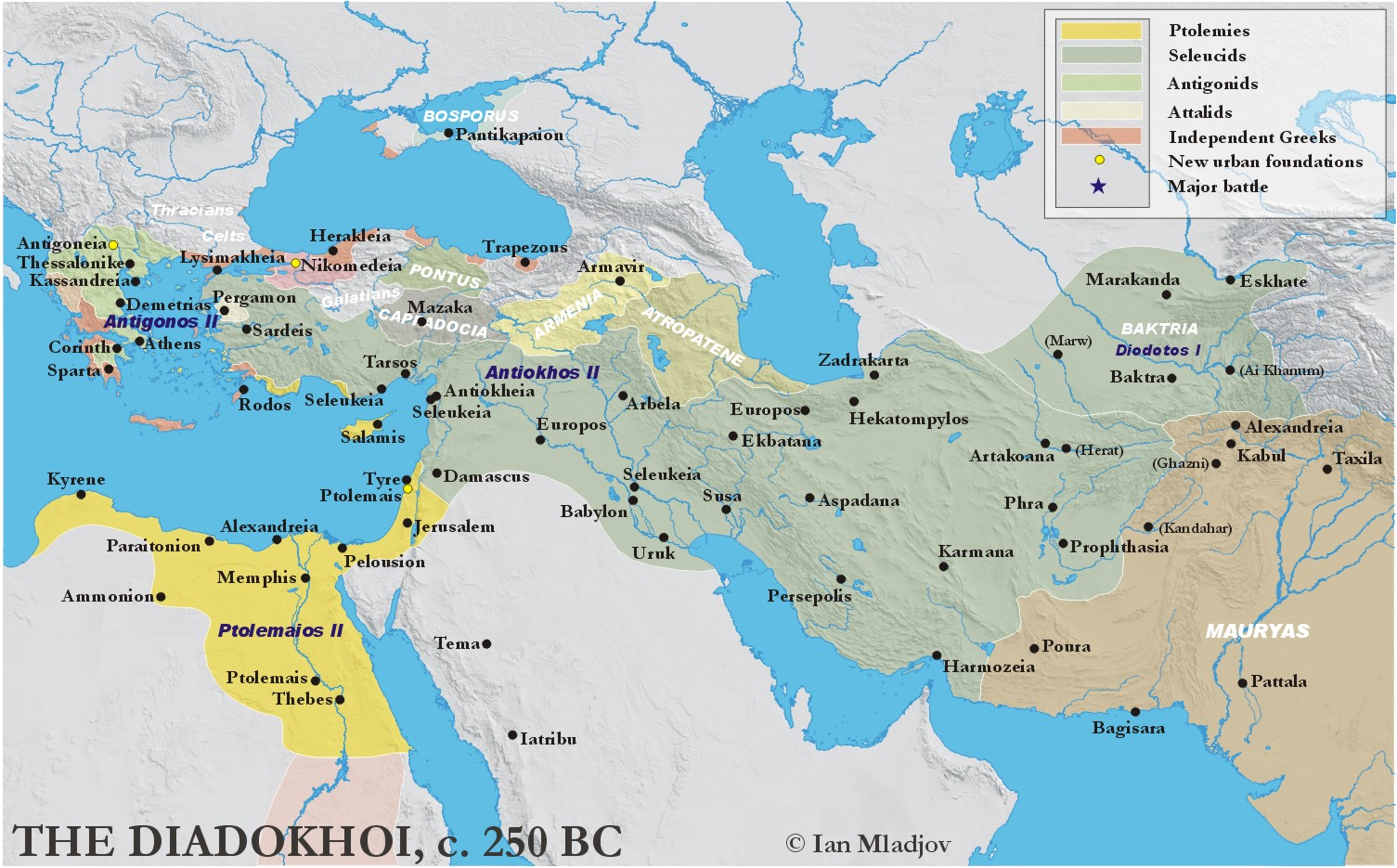
le Monde hellénistique vers 250 au temps des Épigones.

- 283-246 av. J.-C. : Ptolémée II règne sur l’Égypte lagide[9]. Il commence à doter l’Égypte d’une administration qui lui permet de l’exploiter à fond grâce à des monopoles (blé, huile, bière, lin) et une fiscalité rigoureuse. Il réforme la monnaie (interdiction des monnaies concurrentes), instaure des banques d’État dont le monopole est affermé, fait remettre en état le canal de Nékao, la route entre Coptos en Thébaïde et Bérénice sur la mer Rouge et l’irrigation de l’oasis du Fayoum (doréa d’Apollonios, immense domaine de 2700 ha géré par Zénon de Caunos). Il continue à attirer des mercenaires et des capitalistes grecs[10] et réunit une armée de 240 000 hommes[11]. En Égypte des techniques nouvelles sont progressivement introduites pour l’irrigation (mèchanè ou organon, machine hydraulique utilisant la vis d’Archimède et la roue dentée) et l’agriculture (outillage de fer, charrues, pressoir à vis)[12]. De nouvelles espèces se développent (vignes, oliviers) ou sont introduites pour les besoins des émigrants grecs (figuiers, grenadiers, pommiers, noyers, ail). Les plantations d’arbres sont favorisées (bois de charpente). La sélection permet d’améliorer les rendements du blé. Des moutons milésiens à haute laine et des ânes syriens sont introduits. Les paysans ne profitent pas de l’accroissement de la production et sont exploités plus durement encore que sous les pharaons.
- Après 250 av. J.-C. : Les mariages mixtes se multiplient en Égypte, en Syrie et en Babylonie à partir de 250 av. J.-C.. En Égypte, les clérouques (mercenaires obtenant un lot de terre en échange de leurs services) grecs et macédoniens adoptent de plus en plus le mode de vie, les usages et les dieux indigènes. Mais dans les villes l’hellénisation est irrémédiable, surtout parmi les commerçants et les fonctionnaires. Une élite indigène parlant grec, s’habillant à la grecque et adoptant les us et coutumes grecs apparaît[13].
- Vers 210 av. J.-C. : les pièces d’or et d’argent disparaissent pratiquement de la circulation en Égypte[14]. Le pays est coupé du grand commerce méditerranéen.

- La période hellénistique ouvre une véritable course aux armements navals. Des bateaux gigantesques sont construits (Philopator construit des vaisseaux à quarante rangs de rameurs) et des flottes de trières et pentères se multiplient : Ptolémée Ier Sôter a des escadres de 150 à 200 unités, Antiochos III de cent navires pontés et de deux cents légers. Les batailles deviennent plus lourdes et moins subtiles, en raison des difficultés de manœuvre. L’armée hellénistique est héritée de celle d’Alexandre : la phalange en est la force principale, la cavalerie joue un rôle plus important qu’à l’époque classique[15]. Ce sont des corps légers (amphippes, acontistes à cheval) mais aussi des cuirassés, imités des Perses (cataphractaires). Les Séleucides utilisent des chars à faux à la mode iranienne. Les éléphants deviennent un élément indispensable de la force de frappe. L’armement varie peu : sarisse du phalangiste, épée courte ne frappant que d’estoc, casque, cuirasse à lambrequins, bouclier macédonien convexe. Le bouclier ovale des Galates se répand en Orient parmi les mercenaires. Les cavaliers adoptent une rondache plate, originaire d’Italie et rapportée probablement par Pyrrhus Ier. Les souverains disposent de cantonnements fixes pour le stationnement et l’instruction des troupes : à Pella, le roi de Macédoine a un haras de 30 000 juments et de 300 étalons. À Apamée-sur-l'Oronte, les Séleucides entretiennent 500 éléphants[16].
- Essor d’un vaste commerce international et avènement dans le monde hellénistique d’une grande bourgeoisie capitaliste (banquiers, fermiers généraux, armateurs, commerçants). La Grèce ne joue plus un rôle central (seul Rhodes, puis Délos et Corinthe ont une importance internationale). Les techniques de navigation s’améliorent, et les royaumes hellénistiques se dotent de grands ports marchands, entretiennent et construisent des routes et des canaux. La monnaie se généralise, même chez les barbares (Arabes, Parthes, Thraces, Celtes, Ibères, Romains). Des banques sont nécessaires pour le change et le prêt à intérêt. Elles sont privées (Athéniens expatriés), gérées par des cités (Milet) ou des temples (Éphèse, Sardes, Délos…), d’État (Égypte lagide). L’activité se concentre en Asie Mineure, en Syrie et en Égypte. Elle concerne d’abord les produits alimentaires (blé d’Égypte, vin et huile d’olive de Grèce et d’Anatolie, noisettes du Pont, etc.) et les matières premières (bois, fer, métaux). Ensuite circulent des produits manufacturés de bonne qualité (céramique mégarienne, vases métalliques, bronzes d’art, ex-voto, bijoux, tissus et tapis de luxe). Le trafic des esclaves est considérable. La conquête de l’Orient permet enfin l’arrivée sur la Méditerranée de produits originaires d’Afrique noire, d’Arabie et des Indes (ivoire, épices, encens, parfums, perles, pierres précieuses). La forte demande de ces produits de luxe provoque une hémorragie de numéraire (or et argent) qui perdure jusqu’à la fin de l’Empire Romain[17].

### Europe
- Vers 280 av. J.-C. : création des premières monnaies de bronze à Rome (as). Les premières frappent de monnaient d’argent débutent en 269 av. J.-C.[18].
- Après 241 av. J.-C. : l’indemnité de guerre versée par Carthage à l'issue de la première guerre punique apporte un afflux de numéraire qui permet à Rome de pénétrer dans le circuit économique du monde hellénistique[19]. Le blé sicilien, perçu par l’État à titre d’impôt, afflue sur le marché italien et concurrence la production italienne.
- Vers 220-210 av. J.-C. : réforme du monnayage à Massalia (Marseille) ; frappe de drachmes légères en argent et division de la monnaie de bronze. Elle traduit de la volonté de favoriser les échanges avec l’aire monétaire romaine[20].

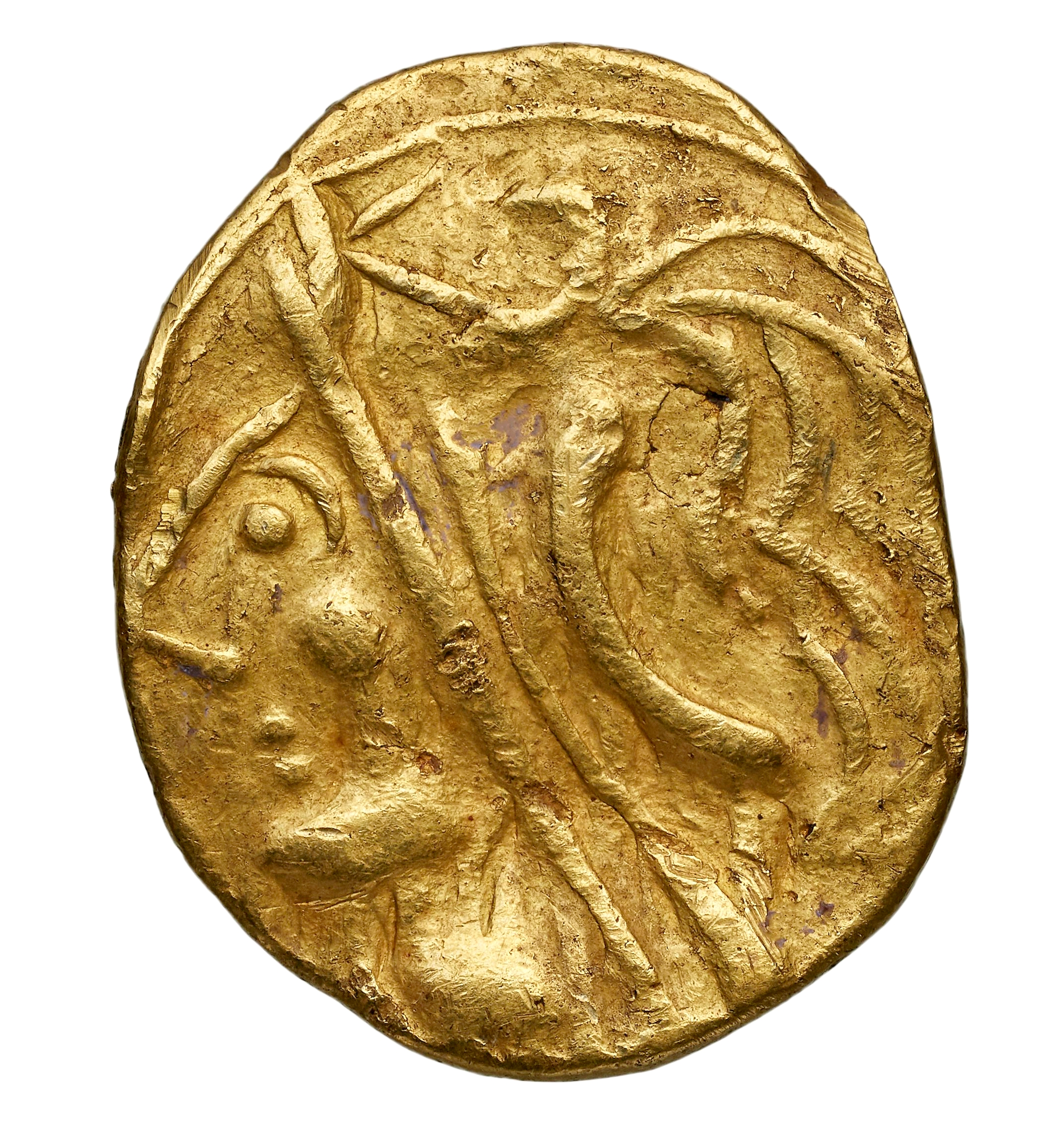
Statère attribué aux Boïens.

- Généralisation du monnayage celtique. Les premières monnaies d’or émises par les Celtes jouent un rôle dans les offrandes religieuses et sont souvent associées aux torques. Les « Coupelles à l’arc-en-ciel », nommées ainsi par les paysans du XVIIIe siècle qui les découvrent lors du ravinement de leurs champs par de fortes pluies (Allemagne du sud, Suisse), sont des monnaies d’or de formes convexes frappées par les Boïens de motifs magiques (trois globules, torque à extrémités bouletées), qui avaient sans doute une valeur d’offrande plutôt qu’économique[21],[22].